# Untold Festival
Untold Festival - найбільший щорічний фестиваль електронної музики що проходить в Румунії, Клуж-Напока в Центральному парку, з головною сценою на Клуж арені. Untold був визнаний кращим великим фестивалем в рамках Європейського кінофестивалю 2015. Гості фестивалю з різноманітних європейських країн, а також Азії та Північної Америки.

## Історія

### Untold: Chapter 1
Перший фестиваль відбувся у 2015 році в основному на Клуж арені, коли Клуж-Напока був призначений Європейською Молодіжною Столицею. Головними артистами, були: Армін Ван Бюрен, Avici, Девід Гетта, Dimitry Vegas & Like Mike і АТВ. Інші: Дюк Дюмон, Федда Ле-Гран, Lost Frequencies, Dj Sasha, Sunnery Джеймс і Райан Марчіано, Tinie Tempah, ⁣Tom Odell, Джон Ньюман, Fatman Scoop, Tujamo, John Digweed, Patrice, Боні М, Culture Beat і East-17, зокрема. Протягом чотирьох днів фестивалю, понад 240 000 осіб відвідали концерти що проходять на кількох сценах в центрі міста Клуж-Напока. Він потягнув на 20 мільйонів євро доході.

### Untold: Chapter 2
Вдруге Untold відбулося у 2016 році, з 4 по 7 серпня в основному на Cluj Arena. Було запрошено Top 5 DJ's світу: Tiësto, Hardwell, Martin Garrix, Dimitri Vegas & Like Mike і Armin van Buuren, + Afrojack. Іншими живими виконавцями були: Dannic, Fedde Le Grand, Naughty Boy, Lost Frequencies, Faithless, Parov Stellar, Scooter, Елла Ейр, James Arthur, Kwabs, Labrinth, John Digweed, Sasha, Nneka and Tujamo.Протягом чотирьох днів він проходив у центрі Клуж-Напока та включав 10 сцен. Більше ніж 30 000 іноземців відвідали фестиваль 2016 року. Сам фестиваль за чотири дні залучив 300 000 осіб.

### Untold: Chapter 3
Втретє фестиваль відбулося з 3 по 6 серпня 2017 року на Cluj Arena. У січні 2017 року було оголошено сім головних хедлайнерів DJ: Afrojack, Armin Van Buuren, Axwell /\ Ingrosso, Dimitri Vegas & Like Mike, Hardwell, Martin Garrix, Marshmello and Steve Aoki. Цьогорічний фестиваль відзначив спеціального гостя SHRKTOPS, який вперше грав в Румунії. У березні були оголошені артисти, такі як: Ellie Goulding, Example, Hurts, Jasmine Thompson, MØ, John Newman і Tinie Tempah. Фестиваль проходив протягом чотирьох днів у центрі Клуж-Напока та на 10 сценах. Інші виконавські артисти: Alan Walker, Don Diablo, Dillon Francis, Charli XCX, Redfoo, Era Istrefi, The Avener, Dannic, Lost Frequencies, Sander van Doorn, Dubfire, Kadebostany, Jamie Jones, Loco Dice, Solomun, Sven Väth, Andy C, Borgore, Pendulum, Chase & Status і GTA, серед інших. Було продано більше ніж 330 тисяч квитків, а не розголошений прибуток був ще більшим ніж у 2015 році. Організатори Untold вклали більше ніж €10 мільйонів у фестиваль.

## Нагороди та номінації
| Рік  | Нагороди                         | Категорія                | Робота          | Результат |
| ---- | -------------------------------- | ------------------------ | --------------- | --------- |
| 2015 | Європейських Фестивалях Нагороди | Кращий Великий Фестиваль | Untold Festival | Перемога  |

## Міжнародний амбасадори
Гості представляють величезний ряд європейських країн, а також Азії та Північної Америки.
У 2016 році Untold став міжнародним амбасадором Румунії і Трансільванії, землі Дракули, фестивальний браслет, дозволяє відвідати безкоштовно або зі знижкою низку великих румунських пам'яток, таких як замок Бран – будинок Влада Цепеша, Корвін замок, та веселий цвинтар, в Mocănița паротяг, соляні шахти, і багато інших туристичних визначних пам'яток. Ця ініціатива спрямована на підтримку румунського туризму, пропонуючи їм залишитись в Румунії довше і дослідити її. 1 Must see (те що треба побачити) призначено у 2016 році, видавництвом Lonely Planet.

## Зовнішні посилання
- Вікісховище має мультимедійні дані за темою: Untold Festival
- Офіційний сайт
- Огляд фестивалю Untold 2015 [Архівовано 11 січня 2018 у Wayback Machine.]